# Masia del Sot
La Masia del Sot és una masia situada al sud del nucli de Pradell al municipi de Preixens, a la comarca catalana de la Noguera a 295 metres d'altitud.